# Лангр (округ)
Лангр (фр. Langres) — округ (фр. Arrondissement) во Франции, один из округов в регионе Шампань-Арденны. Департамент округа — Марна Верхняя. Супрефектура — Лангр.
Население округа на 2006 год составляло 46 150 человек. Плотность населения составляет 21 чел./км². Площадь округа составляет всего 2163 км².